# قضیه آپولونیوس

ناحیه‌های سبز/آبی = ناحیه قرمز

قضیه قیثاغورث به عنوان حالت خاصی از این قضیه: ناحیه سبز = ناحیه قرمز

در هندسه اقلیدسی، قضیه آپولونیوس قضیه ای است که طول میانه ی یک مثلث را به طول اضلاع آن مرتبط می‌سازد. این قضیه بیان می‌دارد که «جمع مربع دو ضلع از هر مثلث، دو برابر جمع مربع نصف ضلع سوم و مربع میانه وارد بر ضلع سوم است».
به‌طور خاص و دقیق تر، اگر مثلث دلخواه {\displaystyle ABC} داده شده باشد، به گونه ای که {\displaystyle AD} میانهٔ وارد بر {\displaystyle BC} باشد، آنگاه طبق این قضیه خواهیم داشت:
{\displaystyle |AB|^{2}+|AC|^{2}=2(|AD|^{2}+|BD|^{2}).}
این قضیه حالت خاصی از قضیه استوارت است. برای یک مثلث متساوی الساقین با |AB| = |AC|، میانه {\displaystyle AD} عمود بر {\displaystyle BC} است و این قضیه در این حالت به قضیه فیثاغورث برای مثلث {\displaystyle ADB} (یا مثلث {\displaystyle ADC}) تقلیل پیدا می‌کند. ازین حقیقت که قطرهای یک متوازی الاضلاع همدیگر را به‌طور مساوی قطع می‌کنند بهره گرفته و نشان داده می‌شود که قضیه آپولونیوس با قانون متوازی الاضلاع معادل است.
این قضیه به افتخار آپولونیوس از شهر پرگا، به نام قضیه آپولونیوس نام گذاری شده است.

## اثبات

اثبات قضیه آپولونیوس

این قضیه را می‌توان به صورت حالت خاصی از قضیه استوارت اثبات کرد، یا می‌توان آن را به کمک بردارها (قانون متوازی الاضلاع را ببینید) اثبات نمود. در ادامه، اثبات مستقلی به کمک قانون کسینوس‌ها آورده می‌شود.
فرض کنید مثلث دلخواهی داریم با اضلاع {\displaystyle a,b,c} که طول میانه وارد بر ضلع {\displaystyle a} آن {\displaystyle h} باشد. فرض کنید {\displaystyle m} طول پاره خطی از {\displaystyle a} باشد که توسط میانه وارد بر آن ایجاد شده است، بنابر این {\displaystyle m} نصف {\displaystyle a} خواهد بود. فرض کنید زوایای تشکیل شده بین {\displaystyle a} و {\displaystyle d} که شامل {\displaystyle b} و {\displaystyle c} هستند به ترتیب {\displaystyle \theta } و {\displaystyle \theta '} باشند. آنگاه {\displaystyle \theta '} مکمل {\displaystyle \theta } بوده و {\displaystyle cos(\theta ')=-cos(\theta )}.
حال طبق قانون کسینوس‌ها برای {\displaystyle \theta } و {\displaystyle \theta '} داریم:
{\displaystyle {\begin{aligned}b^{2}&=m^{2}+d^{2}-2dm\cos \theta \\c^{2}&=m^{2}+d^{2}-2dm\cos \theta '\\&=m^{2}+d^{2}+2dm\cos \theta .\,\end{aligned}}}
که با اضافه کردن اولین و سومین معادله می‌رسیم به:
{\displaystyle b^{2}+c^{2}=2(m^{2}+d^{2})}
که همان حکم مطلوب است.